# IR 이시카와 철도
IR 이시카와 철도(일본어: IRいしかわ鉄道 アイアールいしかわてつどう[*])는 호쿠리쿠 신칸센 나가노 - 가나자와 구간 개통에 수반해 병행 재래선으로서 서일본 여객철도(JR서일본)으로부터 경영 분리되게 된 호쿠리쿠 본선 가나자와 - 나오에쓰 구간 가운데, 이시카와현 구간을 운영하는 제3종 철도 회사이다.

## 역사
- 2012년 8월 28일: 이시카와 현 병행재래선 주식회사({일본어: 石川県並行在来線株式会社 이시카와켄헤이코오자이라이센카부시키가이샤[*]) 설립.
- 2013년 8월 1일: IR 이시카와 철도로 회사 명칭 변경.
- 2015년 3월 14일: IR 이시카와 철도선이 개통.
- 2024년 3월 16일 다이쇼지역부터 가나자와역 구간을 JR 서일본으로 이관받음.

## 노선
- IR 이시카와 철도선(일본어: IRいしかわ鉄道線): JR서일본 호쿠리쿠 본선의 다이쇼지역 - 구리카라역(64.2 km)을 이관

## 차량
- 521계 전동차를 JR서일본에서부터 양도받는다.

## 같이 보기
- 호쿠리쿠 신칸센 개통으로 재래선(기존선)을 계승한 철도 사업사
  - 시나노 철도 (나가노현)
  - 에치고토키메키 철도 (니가타현)
  - 아이노카제토야마 철도 (도야마현)
- 다른 신칸센 개통으로 재래선(기존선)을 계승한 철도 사업사
  - IGR 이와테 은하 철도
  - 아오이모리 철도
  - 히사쓰 오렌지 철도
  - 도난 이사리비 철도